# Тренчинский край
Тренчинский край или Тренчьянский край (словац. Trenčiansky kraj) — один из восьми краёв Словакии с административным центром в городе Тренчин. Площадь края составляет 4502 км², население — 594 328 чел. (2011). Расположен на западе Словакии. Граничит с Чехией.

## Административное деление
Тренчинский край делится на 9 районов (окресов):
- Бановце-над-Бебравоу
- Илава
- Миява
- Нове-Место-над-Вагом
- Партизанске
- Поважска-Бистрица
- Прьевидза
- Пухов
- Тренчин

## Население
| Год:                | 1994    | 2004    | 2014    | 2024    |
| ------------------- | ------- | ------- | ------- | ------- |
| Количество человек: | 608 990 | 601 392 | 591 233 | 565 572 |
| Разница:            |         | −1,24 % | −1,68 % | −4,34 % |

### Статистические данные (2011)
Национальный состав
- словаки — 545 535 чел. (91,8 %);
- чехи — 4106 чел. (0,7 %);
- прочие — 44 687 чел. (7,5 %).

Конфессиональный состав
- католики — 381 093 чел. (64,1 %);
- лютеране — 48 327 чел. (8,1 %);
- атеисты — 90 842 чел. (15,3 %);
- прочие — 74 066 чел. (12,5 %).